# Quatuor Adolphe Sax
 (août 2015).
Si vous disposez d'ouvrages ou d'articles de référence ou si vous connaissez des sites web de qualité traitant du thème abordé ici, merci de compléter l'article en donnant les références utiles à sa vérifiabilité et en les liant à la section « Notes et références ».
Le Quatuor Adolphe Sax de Paris (1981-1986) est un quatuor de saxophones composé de Jacques Baguet, Claude Delangle, Jean-Paul Fouchécourt et Bruno Totaro.
Il a participé à un certain renouveau du genre et a redonné un élan aux plus jeunes générations[réf. nécessaire].
Il a effectué une tournée mémorable en Algérie (1984) où il donne à Tlemcen une remarquable interprétation du quatuor d'Alfred Desenclos.

## Créations
- Première audition du quatuor d'Ichiro Nodaïra à Washington (1986).
- Première audition du quintette avec piano d'Edison Denisov à Paris.

## Discographie
Il a enregistré 2 pièces majeures du répertoire néo-classique : Introduction et variations sur une ronde populaire de Gabriel Pierné et le Quatuor op. 102 de Florent Schmitt.
- Musique française pour saxophones. (Le Chant du Monde, 1986)